# Planchonella pohlmaniana
Planchonella pohlmaniana är en tvåhjärtbladig växtart som först beskrevs av Ferdinand von Mueller, och fick sitt nu gällande namn av Jean Baptiste Louis Pierre och Marcel Marie Maurice Dubard. Planchonella pohlmaniana ingår i släktet Planchonella och familjen Sapotaceae. Inga underarter finns listade i Catalogue of Life.